# Армянский драм
Драм (арм. դրամо файле  [dəɾɑ́m]) — денежная единица Армении. Буквенный код ISO 4217 — AMD, цифровой — 051, официальный символ — ֏: перечёркнутая двумя горизонтальными линиями заглавная буква Դ (название буквы: «да») армянского алфавита, с которой начинается слово «Դրամ» («Драм»). Правом денежной эмиссии обладает Центральный банк Республики Армения.
Драм находится в обращении с 22 ноября 1993 года. Ежегодно в этот день отмечается День драма. Один драм равен 100 лумам (арм. լումա), однако лумы в обращении фактически не используются из-за незначительной покупательной способности.

## Этимология
Слово арм. դրամ происходит от пехл. 𐭦𐭥𐭦𐭭 (ZWZN /⁠drahm⁠/) в свою очередь из др.-греч. δραχμή (drakhmḗ).

## История
Первые армянские монеты были отчеканены в III веке до н. э. Ервандидами. Монеты выпускали также Арташесиды (II—I века до н. э.). Первые монеты с надписями армянским письмом известны с XI века из Ташир-Дзорагета. В конце XI века возникло Киликийское армянское государство. Одним из названий его серебряных монет являлось «драм».
После обретения независимости от СССР в 1991 году Армения в течение 2 лет обходилась без национальной валюты. В стране шли дебаты относительно целесообразности нахождения в рублёвой зоне. 26 июля 1993 года Центральный банк Российской Федерации ввёл в оборот новые банкноты образца 1993 года. Фактически, Россия выходила из зоны хождения советского рубля. В октябре — ноябре Туркменистан, Казахстан и Узбекистан ввели собственные национальные валюты. Армения в условиях энергетического кризиса, блокады и Первой карабахской войны оказалась перед угрозой неконтролируемого наплыва советских рублей и ещё большей дезорганизации финансовой системы, что потребовало введения собственной денежной единицы.
Ещё в 1992 году была создана комиссия «По наименованию, образцам и механизмам введения в обращение национальной валюты Армении». Среди обсуждаемых вариантов для основной денежной единицы были «драм», «стак», «ибар» и «даекан», для производной — «манрадрам», «ар», «манр», «ими», «зуза», «плик», «лума». В комиссию вошли специалисты и высшие должностные лица государства, в том числе президент Л. А. Тер-Петросян и вице-президент Г. Г. Арутюнян. Большинством голосов названиями для новых основной и разменной денежных единиц были выбраны «драм» и «лума».
27 апреля 1993 года был создан Центральный банк Республики Армения, а его первым руководителем назначен Исаак Исаакян. 22 ноября 1993 года новой официальной валютой Армении становился драм. Советские рубли, имевшие хождение на территории республики, подлежали обмену в течение недели по курсу 200 к 1.
Изначально курс драма к доллару США составлял около 20 к 1. На фоне проблем, которые переживало молодое государство, его курс уже в следующем после введения 1994 году упал в 15 раз, составив около 300 драмов за доллар. К 1998 году курс превысил 500 за 1 USD. В течение 10 лет, с 1994 по 2003 год, среднегодовой курс армянского драма к американскому доллару непрерывно возрастал, а в 2004—2008 годах зарегистрировано его падение, после чего он вновь начал расти. В целом за 20 лет, с 1994 по 2013 год, армянский драм упал по отношению к доллару в 1,46 раза, что является одним из лучших показателей среди всех постсоветских стран. Очередное резкое падение драма было зафиксировано в 2014—2015 годах, что было связано со сложной ситуацией в России, которая сказалась на объёмах частных денежных переводов.
Важным фактором относительной устойчивости национальной валюты являются частные денежные переводы. По оценкам Центрального банка Республики Армения, бенефициарами частных иностранных денежных трансфертов являются 35 % населения Армении, что вызывает ряд проблем — в частности, приводит к ухудшению экспортного потенциала государства и его инвестиционной привлекательности. За счёт притока иностранной валюты при отсутствии налаженного производства происходит увеличение импорта при замедлении экспорта. Это, в свою очередь, приводит к снижению роста промышленного производства, что выражается в деиндустриализации. Эти процессы называют «голландской болезнью» экономики Армении.
Армянский драм в качестве законного платёжного средства использовался на территории непризнанной Нагорно-Карабахской Республики, поскольку выпущенные монеты и банкноты «карабахского драма» имели крайне малый тираж и в действительности не участвовали в денежном обращении, представляя, в основном, интерес для коллекционеров.

## Монеты

### Монеты образца 1994 года
Монеты введены в обращение с 21 февраля 1994 года, изготовлены из алюминия. На аверсе всех монет изображён герб Республики Армения и подпись ՀԱՅԱՍՏԱՆ (Hayastan) — «Армения». На реверсе лум изображён номинал монеты, подпись ԼՈՒՄԱ (лума) и год выпуска (1994). На реверсе драмов изображён номинал монеты, подпись ԴՐԱՄ (драм), год выпуска (1994) и обрамление из двух веток.
В связи с гиперинфляцией 1993—1994 годов, когда национальная валюта Армении девальвировала в 15 раз по отношению к доллару, достигнув курса 300 драмов за 1 доллар США, разменные лумы перестали играть какую-либо роль в денежном обращении страны.
| Изображение                                     | Номинал   | Диаметр, мм | Толщина, мм | Масса, г | Гурт     |
| ----------------------------------------------- | --------- | ----------- | ----------- | -------- | -------- |
|                                                 | 10 лум    | 16          | 1,45        | 0,59     | гладкий  |
|                                                 | 20 лум    | 18          | 1,45        | 0,75     | гладкий  |
|                                                 | 50 лум    | 20          | 1,45        | 0,93     | гладкий  |
|                                                 | 1 драм    | 22          | 1,8         | 1,39     | рубчатый |
|                                                 | 3 драма   | 24          | 1,8         | 1,63     | рубчатый |
|                                                 | 5 драмов  | 26          | 1,8         | 1,98     | гладкий  |
|                                                 | 10 драмов | 28          | 1,8         | 2,3      | гладкий  |
| Масштаб изображений — 3,0 пикселя на миллиметр. |           |             |             |          |          |

### Монеты образца 2003—2004 года
На реверсе монет образца 2003—2004 года расположен номинал монеты с подписью ԴՐԱՄ (драм) в орнаментальном обрамлении. На аверсе помещён герб Республики Армения с кольцевой надписью по краю: ՀԱՅԱՍՏԱՆԻ ՀԱՆՐԱՊԵՏՈՒԹՅՈՒՆ — «Республика Армения» (на монете в 10 драмов) либо (на всех остальных монетах) ՀԱՅԱՍՏԱՆԻ ՀԱՆՐԱՊԵՏՈՒԹՅԱՆ ԿԵՆՏՐՈՆԱԿԱՆ ԲԱՆԿ — «Центральный банк Республики Армения». Также на всех монетах, кроме 500 драмов, имеется словесное обозначение номинала данной монеты: ՏԱՍԸ ԴՐԱՄ (10 драмов), ՔՍԱՆ ԴՐԱՄ  (20 драмов), ՀԻՍՈՒՆ ԴՐԱՄ  (50 драмов), ՀԱՐՅՈՒՐ ԴՐԱՄ  (100 драмов), ԵՐԿՈՒ ՀԱՐՅՈՒՐ ԴՐԱՄ  (200 драмов).
Год выпуска размещён непосредственно под гербом во внутреннем круге, а у 500 драмов — во внешнем.
| Изображение                                     | Номинал (драмов) | Материал                            | Диаметр (мм) | Толщина (мм) | Масса (г) | Гурт                 | Введение в обращение |
| ----------------------------------------------- | ---------------- | ----------------------------------- | ------------ | ------------ | --------- | -------------------- | -------------------- |
|                                                 | 10               | алюминий                            | 20           | 1,8          | 1,3       | гладкий              | 1 декабря 2004       |
|                                                 | 20               | медь/сталь/медь                     | 20,5         | 1,25         | 2,75      | гладкий              | 1 января 2003        |
|                                                 | 50               | латунь/сталь/латунь                 | 21,5         | 1,45         | 3,5       | рубчатый             | 1 января 2003        |
|                                                 | 100              | никель/сталь/никель                 | 22,5         | 1,45         | 4         | рубчатый             | 1 января 2003        |
|                                                 | 200              | латунь                              | 24           | 1,45         | 4,5       | рубчатый             | 1 января 2003        |
|                                                 | 500              | кольцо: латунь центр: медь + никель | 22           | 1,75         | 5         | прерывисто- рубчатый | 31 марта 2003        |
| Масштаб изображений — 3,0 пикселя на миллиметр. |                  |                                     |              |              |           |                      |                      |

### Юбилейные и памятные монеты
Центральный банк Республики Армения осуществляет выпуск памятных и юбилейных монет из серебра, золота и медно-никелевого сплава, начиная с 1994 года. Настоящего участия в денежном обороте монеты из благородных металлов не принимают, так как стоимость металла, из которого они изготовлены, значительно превышает номинальную, однако они представляют интерес для коллекционеров и инвесторов. Выпуск таких монет служит дополнительным источником дохода для банка. По состоянию на январь 2017 года было выпущено 353 разновидности монет, в том числе 4 — из мельхиора, 11 — из стали с латунным покрытием, 6 — из латуни, 240 — из серебра (123—925 пробы и 117—999 пробы) и 92 — из золота (3 — 585 пробы, 42 — 900 пробы, 47 — 999 пробы).
| Сводная таблица выпуска монет по годам и материалу | Сводная таблица выпуска монет по годам и материалу | Сводная таблица выпуска монет по годам и материалу | Сводная таблица выпуска монет по годам и материалу | Сводная таблица выпуска монет по годам и материалу | Сводная таблица выпуска монет по годам и материалу | Сводная таблица выпуска монет по годам и материалу | Сводная таблица выпуска монет по годам и материалу | Сводная таблица выпуска монет по годам и материалу | Сводная таблица выпуска монет по годам и материалу | Сводная таблица выпуска монет по годам и материалу | Сводная таблица выпуска монет по годам и материалу | Сводная таблица выпуска монет по годам и материалу | Сводная таблица выпуска монет по годам и материалу | Сводная таблица выпуска монет по годам и материалу | Сводная таблица выпуска монет по годам и материалу | Сводная таблица выпуска монет по годам и материалу | Сводная таблица выпуска монет по годам и материалу | Сводная таблица выпуска монет по годам и материалу | Сводная таблица выпуска монет по годам и материалу | Сводная таблица выпуска монет по годам и материалу | Сводная таблица выпуска монет по годам и материалу | Сводная таблица выпуска монет по годам и материалу | Сводная таблица выпуска монет по годам и материалу | Сводная таблица выпуска монет по годам и материалу | Сводная таблица выпуска монет по годам и материалу |
|                                                    | 1994                                               | 1995                                               | 1996                                               | 1997                                               | 1998                                               | 1999                                               | 2000                                               | 2001                                               | 2002                                               | 2003                                               | 2004                                               | 2005                                               | 2006                                               | 2007                                               | 2008                                               | 2009                                               | 2010                                               | 2011                                               | 2012                                               | 2013                                               | 2014                                               | 2015                                               | 2016                                               | 2017                                               | Всего                                              |
| -------------------------------------------------- | -------------------------------------------------- | -------------------------------------------------- | -------------------------------------------------- | -------------------------------------------------- | -------------------------------------------------- | -------------------------------------------------- | -------------------------------------------------- | -------------------------------------------------- | -------------------------------------------------- | -------------------------------------------------- | -------------------------------------------------- | -------------------------------------------------- | -------------------------------------------------- | -------------------------------------------------- | -------------------------------------------------- | -------------------------------------------------- | -------------------------------------------------- | -------------------------------------------------- | -------------------------------------------------- | -------------------------------------------------- | -------------------------------------------------- | -------------------------------------------------- | -------------------------------------------------- | -------------------------------------------------- | -------------------------------------------------- |
| Мельхиор                                           |                                                    |                                                    | 1                                                  | 2                                                  | 1                                                  |                                                    |                                                    |                                                    |                                                    |                                                    |                                                    |                                                    |                                                    |                                                    |                                                    |                                                    |                                                    |                                                    |                                                    |                                                    |                                                    |                                                    |                                                    |                                                    | 4                                                  |
| Сталь, плак. латунью                               |                                                    |                                                    |                                                    |                                                    |                                                    |                                                    |                                                    |                                                    |                                                    |                                                    |                                                    |                                                    |                                                    |                                                    |                                                    |                                                    |                                                    |                                                    | 11                                                 |                                                    |                                                    |                                                    |                                                    |                                                    | 11                                                 |
| Латунь                                             |                                                    |                                                    |                                                    |                                                    |                                                    |                                                    |                                                    |                                                    |                                                    |                                                    |                                                    |                                                    |                                                    |                                                    |                                                    |                                                    |                                                    |                                                    |                                                    |                                                    | 6                                                  |                                                    |                                                    |                                                    | 6                                                  |
| Серебро-925                                        | 1                                                  | 1                                                  | 1                                                  | 1                                                  | 3                                                  |                                                    | 1                                                  | 4                                                  | 2                                                  | 1                                                  | 1                                                  | 5                                                  | 8                                                  | 9                                                  | 19                                                 | 3                                                  | 10                                                 | 13                                                 | 13                                                 | 4                                                  | 5                                                  | 6                                                  | 8                                                  | 4                                                  | 123                                                |
| Серебро-999                                        | 5                                                  | 5                                                  | 1                                                  | 1                                                  | 5                                                  | 5                                                  |                                                    |                                                    |                                                    |                                                    | 1                                                  |                                                    |                                                    |                                                    |                                                    | 1                                                  | 4                                                  | 3                                                  | 7                                                  | 47                                                 | 11                                                 | 7                                                  | 7                                                  | 7                                                  | 117                                                |
| Золото-585                                         |                                                    |                                                    |                                                    |                                                    |                                                    |                                                    |                                                    |                                                    |                                                    | 1                                                  |                                                    |                                                    |                                                    |                                                    |                                                    |                                                    |                                                    | 2                                                  |                                                    |                                                    |                                                    |                                                    |                                                    |                                                    | 3                                                  |
| Золото-900                                         |                                                    |                                                    |                                                    | 1                                                  | 2                                                  | 3                                                  |                                                    |                                                    |                                                    |                                                    |                                                    |                                                    | 2                                                  | 4                                                  | 8                                                  | 8                                                  | 2                                                  | 2                                                  | 3                                                  | 1                                                  | 1                                                  |                                                    | 1                                                  | 4                                                  | 42                                                 |
| Золото-999                                         |                                                    |                                                    |                                                    |                                                    |                                                    |                                                    |                                                    |                                                    | 2                                                  |                                                    | 1                                                  | 2                                                  | 1                                                  |                                                    | 1                                                  |                                                    |                                                    | 1                                                  |                                                    | 39                                                 |                                                    |                                                    |                                                    |                                                    | 47                                                 |
| Всего                                              | 6                                                  | 6                                                  | 3                                                  | 5                                                  | 11                                                 | 8                                                  | 1                                                  | 4                                                  | 4                                                  | 2                                                  | 3                                                  | 7                                                  | 11                                                 | 13                                                 | 28                                                 | 12                                                 | 16                                                 | 21                                                 | 34                                                 | 91                                                 | 23                                                 | 13                                                 | 16                                                 | 15                                                 | 353                                                |

## Банкноты
Дизайн всех современных банкнот разработан английской компанией «Thomas de la Rue». В отличие от банкнот образца 1993—95 годов, изготовлявшихся немецкой компанией «Giesecke & Devrient», они имеют более красочное оформление.
Также имеются несколько существенных отличий, в частности:
- на новых банкнотах написано «Центральный Банк Республики Армения» (арм. Հայաստանի Հանրապետության Կենտրոնական Բանկ) (на банкнотах образца 1993—1995 годов — «Банк Республики Армения» (арм. Հայաստանի Հանրապետության Բանկ))[17];
- серийный номер состоит из восьми цифр и одной буквы перед ними (на старых банкнотах — две буквы)[17];
- банкноты всех выпущенных номиналов имеют защитную спираль, а банкноты в 1000 драмов — две разные спирали (из банкнот образца 1993—1995 годов такие спирали имеют только банкноты достоинством в 1000 и 5000 драмов);[17]
- на банкнотах нового образца изображены портреты известных армянских деятелей науки и культуры (на старых изображались в основном памятники архитектуры, национальные орнаменты и т. п.)[17];
- новые банкноты не имеют разновидностей по водяным знакам. Банкноты в 100, 200 и 500 драмов образца 1993 года имели две разновидности по водяным знакам: а) с гербом Республики Армения; б) с контуром герба Республики Армения.[17]

На новых банкнотах стоят подписи председателя Центрального банка Республики Армения Тиграна Саркисяна и Министра финансов Республики Армения Эдварда Сандояна.

### Банкноты образца 1993—1995 годов
| Серия 1993—1995 годов                           | Серия 1993—1995 годов | Серия 1993—1995 годов | Серия 1993—1995 годов | Серия 1993—1995 годов                                                  | Серия 1993—1995 годов                                 | Серия 1993—1995 годов | Серия 1993—1995 годов | Серия 1993—1995 годов |
| Изображение                                     | Изображение           | Номинал (драмов)      | Размеры (мм)          | Описание                                                               | Описание                                              | Даты                  | Даты                  | Даты                  |
| Лицевая сторона                                 | Оборотная сторона     | Номинал (драмов)      | Размеры (мм)          | Лицевая сторона                                                        | Оборотная сторона                                     | введения              | печати                | изъятия               |
| ----------------------------------------------- | --------------------- | --------------------- | --------------------- | ---------------------------------------------------------------------- | ----------------------------------------------------- | --------------------- | --------------------- | --------------------- |
|                                                 |                       | 10                    | 125×62                | памятник Давиду Сасунскому; железнодорожный вокзал Еревана             | гора Арарат                                           | 22 ноября 1993        | 1993                  | 1 апреля 2004         |
|                                                 |                       | 25                    | 125×62                | клинописная табличка; изображение львицы из Эребуни                    | орнамент                                              | 22 ноября 1993        | 1993                  | 1 апреля 2004         |
|                                                 |                       | 50                    | 125×62                | здание Национального Исторического Музея в Ереване                     | здание Парламента                                     | 22 ноября 1993        | 1993                  | 1 апреля 2004         |
|                                                 |                       | 100                   | 135×65                | храм Звартноц; гора Арарат                                             | здание Театра оперы и балета                          | 22 ноября 1993        | 1993                  | 1 апреля 2004         |
|                                                 |                       | 200                   | 135×65                | церковь Св. Рипсиме в Вагаршапате                                      | орнамент                                              | 22 ноября 1993        | 1993                  | 1 апреля 2004         |
|                                                 |                       | 500                   | 135×65                | тетрадрахма царя Тиграна II Великого; гора Арарат                      | раскрытая книга с первыми буквами армянского алфавита | 1 марта 1994          | 1993                  | 1 сентября 2005       |
|                                                 |                       | 1000                  | 145×68                | скульптура армянского просветителя Месропа Маштоца; фасад Матенадарана | надгробная стела в селе Агиту, Сюник                  | 24 октября 1994       | 1994                  | 1 марта 2004          |
|                                                 |                       | 5000                  | 145×71                | языческий храм в Гарни                                                 | голова богини плодородия Анаит                        | 6 сентября 1995       | 1995                  | 1 июля 2005           |
| Масштаб изображений — 1,0 пикселя на миллиметр. |                       |                       |                       |                                                                        |                                                       |                       |                       |                       |

### Банкноты образца 1998—2015 годов
Банкноты номиналом 50, 100 и 500 драмов в настоящее время изъяты из обращения.
Более поздние версии банкнот отличаются от предшествующих улучшенной защитой от подделок.
24 августа 2009 года в оборот введена банкнота номиналом в 100 000 драмов с изображением царя Абгара V.
В 2018 году ЦБ Армении анонсировал выпуск банкнот третьего поколения, номиналами в 1000, 2000, 5000, 10000, 20000, 50000 и 100000 драмов.
| Серия 1998—2015 годов                           | Серия 1998—2015 годов | Серия 1998—2015 годов | Серия 1998—2015 годов | Серия 1998—2015 годов       | Серия 1998—2015 годов                                    | Серия 1998—2015 годов                                                                                      | Серия 1998—2015 годов | Серия 1998—2015 годов |
| Изображение                                     | Изображение           | Номинал (драмов)      | Размеры (мм)          | Основные цвета              | Описание                                                 | Описание                                                                                                   | Годы печати           | Вывод из обращения    |
| Лицевая сторона                                 | Оборотная сторона     | Номинал (драмов)      | Размеры (мм)          | Основные цвета              | Лицевая сторона                                          | Оборотная сторона                                                                                          | Годы печати           | Вывод из обращения    |
| ----------------------------------------------- | --------------------- | --------------------- | --------------------- | --------------------------- | -------------------------------------------------------- | --- | --------------------- | --------------------- |
|                                                 |                       | 50                    | 122×65                | розовый                     | композитор Арам Хачатурян Театр оперы и балета в Ереване | первый четырёхтакт одной из тем «Танца с саблями» из балета «Гаянэ» на фоне дуэта Гаянэ и Гико гора Арарат | 1998                  | 1 апреля 2004         |
|                                                 |                       | 100                   | 122×65                | голубой                     | астрофизик Виктор Амбарцумян изображение космоса         | Бюраканская обсерватория телескоп                                                                          | 1998                  | 1 апреля 2004         |
|                                                 |                       | 500                   | 129×72                | серый красный               | архитектор Александр Таманян                             | здание Правительства Республики Армения                                                                    | 1999                  | 1 сентября 2005       |
|                                                 |                       | 1000                  | 136×72                | зелёный розовый             | писатель Егише Чаренц гора Арарат                        | запряжённая в повозку лошадь на фоне старинного здания в Ереване                                           | 1999                  | в обращении           |
|                                                 |                       | 1000                  | 136×72                | зелёный розовый             | писатель Егише Чаренц гора Арарат                        | запряжённая в повозку лошадь на фоне старинного здания в Ереване                                           | 2001                  | в обращении           |
|                                                 |                       | 1000                  | 136×72                | зелёный розовый             | писатель Егише Чаренц гора Арарат                        | запряжённая в повозку лошадь на фоне старинного здания в Ереване                                           | 2011                  | в обращении           |
|                                                 |                       | 1000                  | 136×72                | зелёный розовый             | писатель Егише Чаренц гора Арарат                        | запряжённая в повозку лошадь на фоне старинного здания в Ереване                                           | 2015                  | в обращении           |
|                                                 |                       | 5000                  | 143×72                | коричневый зелёный          | писатель Ованес Туманян                                  | картина Мартироса Сарьяна с изображением природы Лорийской области                                         | 1999                  | в обращении           |
|                                                 |                       | 5000                  | 143×72                | коричневый зелёный          | писатель Ованес Туманян                                  | картина Мартироса Сарьяна с изображением природы Лорийской области                                         | 2003                  | в обращении           |
|                                                 |                       | 5000                  | 143×72                | коричневый зелёный          | писатель Ованес Туманян                                  | картина Мартироса Сарьяна с изображением природы Лорийской области                                         | 2009                  | в обращении           |
|                                                 |                       | 5000                  | 143×72                | коричневый зелёный          | писатель Ованес Туманян                                  | картина Мартироса Сарьяна с изображением природы Лорийской области                                         | 2012                  | в обращении           |
|                                                 |                       | 10 000                | 150×72                | фиолетовый                  | писатель Аветик Исаакян                                  | вид на Гюмри начала XX века                                                                                | 2003                  | в обращении           |
|                                                 |                       | 10 000                | 150×72                | фиолетовый                  | писатель Аветик Исаакян                                  | вид на Гюмри начала XX века                                                                                | 2006                  | в обращении           |
|                                                 |                       | 10 000                | 150×72                | фиолетовый                  | писатель Аветик Исаакян                                  | вид на Гюмри начала XX века                                                                                | 2008                  | в обращении           |
|                                                 |                       | 10 000                | 150×72                | фиолетовый                  | писатель Аветик Исаакян                                  | вид на Гюмри начала XX века                                                                                | 2012                  | в обращении           |
|                                                 |                       | 20 000                | 155×72                | жёлтый коричневый оранжевый | художник Мартирос Сарьян                                 | фрагмент пейзажа Мартироса Сарьяна «Армения»                                                               | 1999                  | в обращении           |
|                                                 |                       | 20 000                | 155×72                | жёлтый коричневый оранжевый | художник Мартирос Сарьян                                 | фрагмент пейзажа Мартироса Сарьяна «Армения»                                                               | 2007                  | в обращении           |
|                                                 |                       | 20 000                | 155×72                | жёлтый коричневый оранжевый | художник Мартирос Сарьян                                 | фрагмент пейзажа Мартироса Сарьяна «Армения»                                                               | 2009                  | в обращении           |
|                                                 |                       | 20 000                | 155×72                | жёлтый коричневый оранжевый | художник Мартирос Сарьян                                 | фрагмент пейзажа Мартироса Сарьяна «Армения»                                                               | 2012                  | в обращении           |
|                                                 |                       | 100 000               | 160×72                | синий коричневый            | царь Абгар V                                             | апостол Фаддей вручает холст царю Абгару V                                                                 | 2009                  | в обращении           |
| Масштаб изображений — 1,0 пикселя на миллиметр. |                       |                       |                       |                             |                                                          | |                       |                       |

### Юбилейные и коллекционные банкноты
Банкнота номиналом 50 000 драмов была выпущена 6 июня 2001 года в ознаменование 1700-летия принятия христианства как государственной религии Армении.
| Памятные банкноты ЦБ РА                         | Памятные банкноты ЦБ РА | Памятные банкноты ЦБ РА | Памятные банкноты ЦБ РА | Памятные банкноты ЦБ РА | Памятные банкноты ЦБ РА                                                                 | Памятные банкноты ЦБ РА                                                               | Памятные банкноты ЦБ РА |
| Изображение                                     | Изображение             | Номинал (драмов)        | Размеры (мм)            | Основные цвета          | Описание                                                                                | Описание                                                                              | Годы печати             |
| Лицевая сторона                                 | Оборотная сторона       | Номинал (драмов)        | Размеры (мм)            | Основные цвета          | Лицевая сторона                                                                         | Оборотная сторона                                                                     | Годы печати             |
| ----------------------------------------------- | ----------------------- | ----------------------- | ----------------------- | ----------------------- | --------------------------------------------------------------------------------------- | ------------------------------------------------------------------------------------- | ----------------------- |
|                                                 |                         | 500                     | 140×76                  | коричневый серый        | складень с частицей Ноева ковчега, Эчмиадзинский кафедральный собор на фоне горы Арарат | Ной, члены его семьи и животные на фоне горы Арарат                                   | 2017                    |
|                                                 |                         | 50 000                  | 160×79                  | коричневый серый        | Эчмиадзинский кафедральный собор                                                        | Святой Григорий и царь Трдат Великий на фоне горы Арарат, хачкар из монастыря Кечарис | 2001                    |
| Масштаб изображений — 1,0 пикселя на миллиметр. |                         |                         |                         |                         |                                                                                         |                                                                                       |                         |

### Серия 2018 года
Третья серия армянских драм-банкнот была выпущена в 2018 году в ознаменование 25-й годовщины национальной валюты Армении. На аверсах банкнот, рядом с портретами, даны голограммы переменного цвета, обозначающие профессиональную деятельность человека, который изображён на банкноте.
| Серия 2018 года                                 | Серия 2018 года | Серия 2018 года  | Серия 2018 года | Серия 2018 года | Серия 2018 года                                                                                          | Серия 2018 года                                                          | Серия 2018 года | Серия 2018 года | Серия 2018 года |
| Изображение                                     | Изображение     | Номинал (драмов) | Размеры (мм)    | Основные цвета  | Описание                                                                                                 | Описание                                                                 | Даты            | Даты            |                 |
| Аверс                                           | Реверс          | Номинал (драмов) | Размеры (мм)    | Основные цвета  | Лицевая сторона                                                                                          | Оборотная сторона                                                        | введения        | печати          |                 |
| ----------------------------------------------- | --------------- | ---------------- | --------------- | --------------- | --- | ------------------------------------------------------------------------ | --------------- | --------------- | --------------- |
|                                                 |                 | 1000             | 130x72          | фиолетовый      | Паруйр Севак, автографы его поэм                                                                         | дом-музей Паруйра Севака в Зангакатуне, памятник поэту                   | 25 декабря 2018 | 2018 2022       |                 |
|                                                 |                 | 2000             | 135x72          | коричневый      | Тигран Петросян, шахматная доска                                                                         | Центральный дом шахматиста имени Петросяна в Ереване, памятник Петросяну | 25 декабря 2018 | 2018            |                 |
|                                                 |                 | 5000             | 140x72          | красный         | Уильям Сароян, подборка книг Сарояна, гора                                                               | Памятник Сарояну в Ереване                                               | 25 декабря 2018 | 2018 2024       |                 |
|                                                 |                 | 10 000           | 145x72          | пурпурный       | Комитас, расшифровки им армянских народных песен                                                         | Семинария Геворгяна и памятник Комитасу, Вагаршапат                      | 22 ноября 2018  | 2018 2024       |                 |
|                                                 |                 | 20 000           | 150x72          | голубой         | И. К. Айвазовский (Айвазян), вид Карадага и стилизованное изображение, воспроизводящее композицию картин | Музей и памятник Айвазовскому в Феодосии, Крымский полуостров            | 22 ноября 2018  | 2018 2021 2024  |                 |
|                                                 |                 | 50 000           | 155x72          | золотой         | Григорий Просветитель                                                                                    | Хор Вирап, Арарат, могила и статуя Григория Просветителя                 | 22 ноября 2018  | 2018            |                 |
| Масштаб изображений — 1,0 пикселя на миллиметр. |                 |                  |                 |                 | |                                                                          |                 |                 |                 |

## Символ армянского драма
Символ драма представляет собой перечёркнутую двумя горизонтальными линиями заглавную букву Դ («да») армянского алфавита, с которой начинается слово «драм» (арм. Դրամ), означающее национальную денежную единицу и деньги в широком смысле. Предлагалось также использовать в качестве знака драма другую армянскую букву — Փ («пьюр»), с которой начинается слово Փող, тоже означающее деньги.
Официальными авторами (не соавторы) считаются К. Комендарян и Р. Арутчян, представившие идентичные эскизы. В 2003 году знак помещён на реверс 10-тысячной банкноты, а затем и на банкноты других номиналов. В 2008 году символ изображён на реверсе памятной (коллекционной) монеты достоинством 5000 драмов; в 2012 году включён в мировой стандарт Юникод с кодом U+058F Armenian Dram Sign (֏ • ֏).